# Sielsko
Sielsko (niem. Silligsdorf) – wieś w Polsce położona w województwie zachodniopomorskim, w powiecie łobeskim, w gminie Węgorzyno, ok. 1,1 km na wschód od jeziora Sambórz Duży.
W latach 1954–1972 wieś należała i była siedzibą władz gromady Sielsko. W latach 1946–1998 miejscowość administracyjnie należała do województwa szczecińskiego.

## Zabytki
- park pałacowy, pozostałość po  pałacu[3].